# János Hódy
János Hódy (1933 – 1989) è stato un cestista ungherese.
Era il fratello di László Hódy.

## Carriera
Con l'Ungheria ha disputato due edizioni dei Campionati europei (1953, 1955).